# Ascorhynchus discrepans
Ascorhynchus discrepans is een zeespin uit de familie Ascorhynchidae. De soort behoort tot het geslacht Ascorhynchus. Ascorhynchus discrepans werd in 1955 voor het eerst wetenschappelijk beschreven door Stock. 